# Стрике, Юта
Юта Стрике (латыш. Juta Strīķe, урождённая Анна Юрьевна Потапова; 18 июля 1970, Москва — 18 марта 2020, Булдури) — латвийский работник спецслужб, политик, юрист.

## Биография
Анна Потапова родилась 18 июля 1970 года в Москве у русского отца и матери-латышки. В 1987 году с отличием закончила Московскую среднюю школу номер 584. В 1987 году работала секретарём-машинисткой отдельного батальона патрульно-постовой службы милиции Черёмушкинского РУВД. В 1988 году поступила на юридический факультет Латвийского государственного университета им. П. Стучки. В 1993 году окончила Латвийский университет под именем Юта Потапова. Работала следователем, вышла замуж за своего сослуживца Майгурса Стрикиса (в дальнейшем сотрудника военной разведки) и взяла его фамилию.
С 1995 по 2003 год служила в полиции безопасности Латвии. С 2000 по 2016 год работала в Национальном бюро по борьбе с коррупцией, в 2003 году выдвигалась на должность начальника KNAB, но не была утверждена и заняла должность заместителя.
В 2017 году Стрике была избрана от Новой консервативной партии в Рижскую думу, в 2018 году в Сейм Латвии. В последнее время занимала должность руководителя Юридической комиссии Сейма Латвии. Умерла 18 марта 2020 года.